# Cap de Formentor
Cap de Formentor (uitspraak Catalaans: [ˈkab də foɾmənˈto]) is het noordelijkste punt van Mallorca, op het schiereiland Formentor.

## Locatie
Cap de Formentor is gelegen op het noordelijkste punt van het Baleareneiland Mallorca in Spanje. Het hoogste punt, Fumart, ligt op 384 meter boven zeeniveau. Het heeft veel bijbehorende baaien, waaronder Cala Figuera, Cala Murta en Cala Pi de la Posada.
De Mallorcanen noemen de kaap ook wel het ontmoetingspunt van de winden.

## Geschiedenis
In 1863 werd de vuurtoren van Formentor geopend, de afgelegen en ruige locatie op de Cap de Formentor bemoeilijkte de bouw. De enige toegang is vanaf de zee of via een lang muilezelpad.
Toen de beroemde Mallorcaanse dichter Miquel Costa i Llobera, die het beroemde gedicht The Pine of Formentor schreef en ook eigenaar was van het schiereiland Cap de Formentor, stierf, werd het in percelen verdeeld en verkocht. In 1928 besloot Adan Diehl, een Argentijnse inwoner en kunstliefhebber, Hotel Formentor te bouwen.
De 13,5 km lange weg die van Port de Pollença naar Cap de Formentor loopt, werd in 1925 aangelegd door de Mallorcaanse ingenieur Antonio Parietti. Hij legde ook de weg naar Sa Calobra aan. Zoals gebruikelijk bij bergwegen, moet de weg, wanneer de helling te steil is, schuin gaan en indien nodig van richting veranderen.

## Attracties
De landtong heeft een aantal uitkijk- en uitkijkpunten, waaronder Mirador del Mal Pas, ook wel Mirador d'es Colomer genoemd naar het kleine eiland Colomer. Het panorama van Finisterre op Mallorca verlicht Menorca in het oosten, Cala Figuera in het westen en Alcudia met zijn zandstrand in het zuiden. Het uitzicht op de kliffen beneden is echter niet voor mensen met duizeligheid, aangezien de zee 300 meter lager brult en de wind op de landtong wreed kan zijn.
In het zuidoostelijke deel bij Racó de Xot is een grot met een opening naar de zee. Het heeft twee ingangen op ongeveer 8 meter boven het wateroppervlak. De grot heeft een lengte van 90 meter en een hoogte van 8 meter en is een van de belangrijkste informatiebronnen voor de prehistorische talaiotcultuur.